# The Women's Tour 2018
La 5.ª edición del The Women's Tour (oficialmente: OVO Energy Women's Tour) se celebró en Reino Unido entre el 13 y el 17 de junio de 2018 con inicio en la ciudad de Framlingham y final en la ciudad de Colwyn Bay. El recorrido consistió de un total de 5 etapas sobre una distancia total de 678 km.
La carrera hizo parte del UCI WorldTour Femenino 2018 como competencia de categoría 2.WWT del calendario ciclístico de máximo nivel mundial siendo la decimotercera carrera de dicho circuito y fue ganada por la ciclista estadounidense Coryn Rivera del equipo Sunweb. El podio lo completaron la ciclista neerlandesa Marianne Vos del equipo WaowDeals
y la ciclista británica Danielle Rowe del equipo WaowDeals.

## Equipos participantes
| Equipos femeninos (17)- Alé Cipollini - Boels Dolmans - BTC City Ljubljana - Canyon-SRAM Racing - Cervélo Bigla - Cylance - FDJ-Nouvelle Aquitaine-Futuroscope - Hitec Products-Birk Sport - Mitchelton-Scott - Storey Racing - Sunweb - Trek-Drops - Valcar PBM - Virtu - WaowDeals - Wiggle High5 - WNT-Rotor Pro Cycling |
| |

## Etapas
| Etapa     | Fecha     | Recorrido                         | type        | Distancia (km) | Ganador           | Líder          |
| --------- | --------- | --------------------------------- | ----------- | -------------- | ----------------- | -------------- |
| 1.ª etapa | 13 de jun | Framlingham – Southwold           | etapa llana | 130            | Jolien D'Hoore    | Jolien D'Hoore |
| 2.ª etapa | 14 de jun | Rushden – Daventry                | etapa llana | 145            | Coryn Rivera      | Coryn Rivera   |
| 3.ª etapa | 15 de jun | Atherstone – Royal Leamington Spa | etapa llana | 151            | Sarah Roy         | Coryn Rivera   |
| 4.ª etapa | 16 de jun | Evesham – Worcester               | etapa llana | 130            | Amalie Dideriksen | Coryn Rivera   |
| 5.ª etapa | 17 de jun | Dolgellau – Colwyn Bay            | etapa llana | 122            | Lotta Lepistö     | Coryn Rivera   |

## Desarrollo de la carrera

### 1.ª etapa
| Framlingham - Southwold | etapa llana | (130 km) |

| \| Clasificación de la etapa \| Clasificación de la etapa \| Clasificación de la etapa \| Clasificación de la etapa \| Clasificación de la etapa \| \| Ciclista \| Ciclista \| Equipo \| Tiempo \| \| \| ------------------------- \| ------------------------- \| ---------------------------------- \| ------------------------- \| ------------------------- \| \| 1.ª \| Jolien D'Hoore \| Mitchelton-Scott \| 3 h 14 min 39 s \| \| \| 2.ª \| Marta Bastianelli \| Alé Cipollini \| + 0 s \| \| \| 3.ª \| Coryn Rivera \| Sunweb \| + 0 s \| \| \| 4.ª \| Giorgia Bronzini \| Cylance \| + 0 s \| \| \| 5.ª \| Amalie Dideriksen \| Boels Dolmans \| + 0 s \| \| \| 6.ª \| Marianne Vos \| WaowDeals \| + 0 s \| \| \| 7.ª \| Roxane Fournier \| FDJ-Nouvelle Aquitaine-Futuroscope \| + 0 s \| \| \| 8.ª \| Kirsten Wild \| Wiggle High5 \| + 0 s \| \| \| 9.ª \| Hannah Barnes \| Canyon-SRAM Racing \| + 0 s \| \| \| 10.ª \| Barbara Guarischi \| Virtu Cycling Women \| + 0 s \| \| |                   |                                    |                 |
| |                   |                                    |                 |
| Fuente: ProCyclingStats |                   |                                    |                 |
| Clasificación de la etapa |                   |                                    |                 |
| Ciclista | Ciclista          | Equipo                             | Tiempo          |
| 1.ª | Jolien D'Hoore    | Mitchelton-Scott                   | 3 h 14 min 39 s |
| 2.ª | Marta Bastianelli | Alé Cipollini                      | + 0 s           |
| 3.ª | Coryn Rivera      | Sunweb                             | + 0 s           |
| 4.ª | Giorgia Bronzini  | Cylance                            | + 0 s           |
| 5.ª | Amalie Dideriksen | Boels Dolmans                      | + 0 s           |
| 6.ª | Marianne Vos      | WaowDeals                          | + 0 s           |
| 7.ª | Roxane Fournier   | FDJ-Nouvelle Aquitaine-Futuroscope | + 0 s           |
| 8.ª | Kirsten Wild      | Wiggle High5                       | + 0 s           |
| 9.ª | Hannah Barnes     | Canyon-SRAM Racing                 | + 0 s           |
| 10.ª | Barbara Guarischi | Virtu Cycling Women                | + 0 s           |

| \| Clasificación general \| Clasificación general \| Clasificación general \| Clasificación general \| Clasificación general \| \| Ciclista \| Ciclista \| Equipo \| Tiempo \| \| \| --------------------- \| --------------------- \| ---------------------------------- \| --------------------- \| --------------------- \| \| 1.ª \| Jolien D'Hoore \| Mitchelton-Scott \| 3 h 14 min 29 s \| \| \| 2.ª \| Coryn Rivera \| Sunweb \| + 2 s \| \| \| 3.ª \| Marta Bastianelli \| Alé Cipollini \| + 4 s \| \| \| 4.ª \| Amy Pieters \| Boels Dolmans \| + 5 s \| \| \| 5.ª \| Danielle Rowe \| WaowDeals \| + 8 s \| \| \| 6.ª \| Chloe Hosking \| Alé Cipollini \| + 9 s \| \| \| 7.ª \| Giorgia Bronzini \| Cylance \| + 10 s \| \| \| 8.ª \| Amalie Dideriksen \| Boels Dolmans \| + 10 s \| \| \| 9.ª \| Marianne Vos \| WaowDeals \| + 10 s \| \| \| 10.ª \| Roxane Fournier \| FDJ-Nouvelle Aquitaine-Futuroscope \| + 10 s \| \| |                   |                                    |                 |
| |                   |                                    |                 |
| Fuente: ProCyclingStats |                   |                                    |                 |
| Clasificación general |                   |                                    |                 |
| Ciclista | Ciclista          | Equipo                             | Tiempo          |
| 1.ª | Jolien D'Hoore    | Mitchelton-Scott                   | 3 h 14 min 29 s |
| 2.ª | Coryn Rivera      | Sunweb                             | + 2 s           |
| 3.ª | Marta Bastianelli | Alé Cipollini                      | + 4 s           |
| 4.ª | Amy Pieters       | Boels Dolmans                      | + 5 s           |
| 5.ª | Danielle Rowe     | WaowDeals                          | + 8 s           |
| 6.ª | Chloe Hosking     | Alé Cipollini                      | + 9 s           |
| 7.ª | Giorgia Bronzini  | Cylance                            | + 10 s          |
| 8.ª | Amalie Dideriksen | Boels Dolmans                      | + 10 s          |
| 9.ª | Marianne Vos      | WaowDeals                          | + 10 s          |
| 10.ª | Roxane Fournier   | FDJ-Nouvelle Aquitaine-Futuroscope | + 10 s          |

### 2.ª etapa
| Rushden - Daventry | etapa llana | (145 km) |

| \| Clasificación de la etapa \| Clasificación de la etapa \| Clasificación de la etapa \| Clasificación de la etapa \| Clasificación de la etapa \| \| Ciclista \| Ciclista \| Equipo \| Tiempo \| \| \| ------------------------- \| ------------------------- \| ------------------------- \| ------------------------- \| ------------------------- \| \| 1.ª \| Coryn Rivera \| Sunweb \| 4 h 08 min 06 s \| \| \| 2.ª \| Marianne Vos \| WaowDeals \| + 0 s \| \| \| 3.ª \| Christine Majerus \| Boels Dolmans \| + 0 s \| \| \| 4.ª \| Danielle Rowe \| WaowDeals \| + 0 s \| \| \| 5.ª \| Gracie Elvin \| Mitchelton-Scott \| + 0 s \| \| \| 6.ª \| Pauline Ferrand-Prévot \| Canyon-SRAM Racing \| + 0 s \| \| \| 7.ª \| Maria Giulia Confalonieri \| Valcar PBM \| + 0 s \| \| \| 8.ª \| Eugenia Bujak \| BTC City Ljubljana \| + 0 s \| \| \| 9.ª \| Eva Buurman \| Trek-Drops \| + 0 s \| \| \| 10.ª \| Elisa Longo Borghini \| Wiggle High5 \| + 0 s \| \| |                           |                    |                 |
| |                           |                    |                 |
| Fuente: ProCyclingStats |                           |                    |                 |
| Clasificación de la etapa |                           |                    |                 |
| Ciclista | Ciclista                  | Equipo             | Tiempo          |
| 1.ª | Coryn Rivera              | Sunweb             | 4 h 08 min 06 s |
| 2.ª | Marianne Vos              | WaowDeals          | + 0 s           |
| 3.ª | Christine Majerus         | Boels Dolmans      | + 0 s           |
| 4.ª | Danielle Rowe             | WaowDeals          | + 0 s           |
| 5.ª | Gracie Elvin              | Mitchelton-Scott   | + 0 s           |
| 6.ª | Pauline Ferrand-Prévot    | Canyon-SRAM Racing | + 0 s           |
| 7.ª | Maria Giulia Confalonieri | Valcar PBM         | + 0 s           |
| 8.ª | Eugenia Bujak             | BTC City Ljubljana | + 0 s           |
| 9.ª | Eva Buurman               | Trek-Drops         | + 0 s           |
| 10.ª | Elisa Longo Borghini      | Wiggle High5       | + 0 s           |

| \| Clasificación general \| Clasificación general \| Clasificación general \| Clasificación general \| Clasificación general \| \| Ciclista \| Ciclista \| Equipo \| Tiempo \| \| \| --------------------- \| ------------------------- \| --------------------- \| --------------------- \| --------------------- \| \| 1.ª \| Coryn Rivera \| Sunweb \| 7 h 22 min 22 s \| \| \| 2.ª \| Danielle Rowe \| WaowDeals \| + 15 s \| \| \| 3.ª \| Marianne Vos \| WaowDeals \| + 16 s \| \| \| 4.ª \| Amy Pieters \| Boels Dolmans \| + 17 s \| \| \| 5.ª \| Christine Majerus \| Boels Dolmans \| + 19 s \| \| \| 6.ª \| Elisa Longo Borghini \| Wiggle High5 \| + 21 s \| \| \| 7.ª \| Eugenia Bujak \| BTC City Ljubljana \| + 23 s \| \| \| 8.ª \| Eva Buurman \| Trek-Drops \| + 23 s \| \| \| 9.ª \| Maria Giulia Confalonieri \| Valcar PBM \| + 23 s \| \| \| 10.ª \| Pauline Ferrand-Prévot \| Canyon-SRAM Racing \| + 23 s \| \| |                           |                    |                 |
| |                           |                    |                 |
| Fuente: ProCyclingStats |                           |                    |                 |
| Clasificación general |                           |                    |                 |
| Ciclista | Ciclista                  | Equipo             | Tiempo          |
| 1.ª | Coryn Rivera              | Sunweb             | 7 h 22 min 22 s |
| 2.ª | Danielle Rowe             | WaowDeals          | + 15 s          |
| 3.ª | Marianne Vos              | WaowDeals          | + 16 s          |
| 4.ª | Amy Pieters               | Boels Dolmans      | + 17 s          |
| 5.ª | Christine Majerus         | Boels Dolmans      | + 19 s          |
| 6.ª | Elisa Longo Borghini      | Wiggle High5       | + 21 s          |
| 7.ª | Eugenia Bujak             | BTC City Ljubljana | + 23 s          |
| 8.ª | Eva Buurman               | Trek-Drops         | + 23 s          |
| 9.ª | Maria Giulia Confalonieri | Valcar PBM         | + 23 s          |
| 10.ª | Pauline Ferrand-Prévot    | Canyon-SRAM Racing | + 23 s          |

### 3.ª etapa
| Atherstone - Royal Leamington Spa | etapa llana | (151 km) |

| \| Clasificación de la etapa \| Clasificación de la etapa \| Clasificación de la etapa \| Clasificación de la etapa \| Clasificación de la etapa \| \| Ciclista \| Ciclista \| Equipo \| Tiempo \| \| \| ------------------------- \| ------------------------- \| ---------------------------------- \| ------------------------- \| ------------------------- \| \| 1.ª \| Sarah Roy \| Mitchelton-Scott \| 3 h 55 min 09 s \| \| \| 2.ª \| Giorgia Bronzini \| Cylance \| + 0 s \| \| \| 3.ª \| Marianne Vos \| WaowDeals \| + 0 s \| \| \| 4.ª \| Coryn Rivera \| Sunweb \| + 0 s \| \| \| 5.ª \| Roxane Fournier \| FDJ-Nouvelle Aquitaine-Futuroscope \| + 0 s \| \| \| 6.ª \| Eugénie Duval \| FDJ-Nouvelle Aquitaine-Futuroscope \| + 0 s \| \| \| 7.ª \| Maria Giulia Confalonieri \| Valcar PBM \| + 2 s \| \| \| 8.ª \| Eva Buurman \| Trek-Drops \| + 2 s \| \| \| 9.ª \| Amy Pieters \| Boels Dolmans \| + 2 s \| \| \| 10.ª \| Danielle Rowe \| WaowDeals \| + 2 s \| \| |                           |                                    |                 |
| |                           |                                    |                 |
| Fuente: ProCyclingStats |                           |                                    |                 |
| Clasificación de la etapa |                           |                                    |                 |
| Ciclista | Ciclista                  | Equipo                             | Tiempo          |
| 1.ª | Sarah Roy                 | Mitchelton-Scott                   | 3 h 55 min 09 s |
| 2.ª | Giorgia Bronzini          | Cylance                            | + 0 s           |
| 3.ª | Marianne Vos              | WaowDeals                          | + 0 s           |
| 4.ª | Coryn Rivera              | Sunweb                             | + 0 s           |
| 5.ª | Roxane Fournier           | FDJ-Nouvelle Aquitaine-Futuroscope | + 0 s           |
| 6.ª | Eugénie Duval             | FDJ-Nouvelle Aquitaine-Futuroscope | + 0 s           |
| 7.ª | Maria Giulia Confalonieri | Valcar PBM                         | + 2 s           |
| 8.ª | Eva Buurman               | Trek-Drops                         | + 2 s           |
| 9.ª | Amy Pieters               | Boels Dolmans                      | + 2 s           |
| 10.ª | Danielle Rowe             | WaowDeals                          | + 2 s           |

| \| Clasificación general \| Clasificación general \| Clasificación general \| Clasificación general \| Clasificación general \| \| Ciclista \| Ciclista \| Equipo \| Tiempo \| \| \| --------------------- \| ------------------------- \| --------------------- \| --------------------- \| --------------------- \| \| 1.ª \| Coryn Rivera \| Sunweb \| 11 h 17 min 27 s \| \| \| 2.ª \| Marianne Vos \| WaowDeals \| + 16 s \| \| \| 3.ª \| Danielle Rowe \| WaowDeals \| + 20 s \| \| \| 4.ª \| Amy Pieters \| Boels Dolmans \| + 23 s \| \| \| 5.ª \| Christine Majerus \| Boels Dolmans \| + 23 s \| \| \| 6.ª \| Elisa Longo Borghini \| Wiggle High5 \| + 27 s \| \| \| 7.ª \| Eva Buurman \| Trek-Drops \| + 29 s \| \| \| 8.ª \| Eugenia Bujak \| BTC City Ljubljana \| + 29 s \| \| \| 9.ª \| Maria Giulia Confalonieri \| Valcar PBM \| + 29 s \| \| \| 10.ª \| Pauline Ferrand-Prévot \| Canyon-SRAM Racing \| + 29 s \| \| |                           |                    |                  |
| |                           |                    |                  |
| Fuente: ProCyclingStats |                           |                    |                  |
| Clasificación general |                           |                    |                  |
| Ciclista | Ciclista                  | Equipo             | Tiempo           |
| 1.ª | Coryn Rivera              | Sunweb             | 11 h 17 min 27 s |
| 2.ª | Marianne Vos              | WaowDeals          | + 16 s           |
| 3.ª | Danielle Rowe             | WaowDeals          | + 20 s           |
| 4.ª | Amy Pieters               | Boels Dolmans      | + 23 s           |
| 5.ª | Christine Majerus         | Boels Dolmans      | + 23 s           |
| 6.ª | Elisa Longo Borghini      | Wiggle High5       | + 27 s           |
| 7.ª | Eva Buurman               | Trek-Drops         | + 29 s           |
| 8.ª | Eugenia Bujak             | BTC City Ljubljana | + 29 s           |
| 9.ª | Maria Giulia Confalonieri | Valcar PBM         | + 29 s           |
| 10.ª | Pauline Ferrand-Prévot    | Canyon-SRAM Racing | + 29 s           |

### 4.ª etapa
| Evesham - Worcester | etapa llana | (130 km) |

| \| Clasificación de la etapa \| Clasificación de la etapa \| Clasificación de la etapa \| Clasificación de la etapa \| Clasificación de la etapa \| \| Ciclista \| Ciclista \| Equipo \| Tiempo \| \| \| ------------------------- \| ------------------------- \| ---------------------------------- \| ------------------------- \| ------------------------- \| \| 1.ª \| Amalie Dideriksen \| Boels Dolmans \| 3 h 31 min 19 s \| \| \| 2.ª \| Lotta Lepistö \| Cervélo Bigla \| + 0 s \| \| \| 3.ª \| Marianne Vos \| WaowDeals \| + 0 s \| \| \| 4.ª \| Chloe Hosking \| Alé Cipollini \| + 0 s \| \| \| 5.ª \| Barbara Guarischi \| Virtu Cycling Women \| + 0 s \| \| \| 6.ª \| Chiara Consonni \| Valcar PBM \| + 0 s \| \| \| 7.ª \| Emma Norsgaard \| Cervélo Bigla \| + 0 s \| \| \| 8.ª \| Jolien D'Hoore \| Mitchelton-Scott \| + 0 s \| \| \| 9.ª \| Neah Evans \| Storey Racing \| + 0 s \| \| \| 10.ª \| Roxane Fournier \| FDJ-Nouvelle Aquitaine-Futuroscope \| + 0 s \| \| |                   |                                    |                 |
| |                   |                                    |                 |
| Fuente: ProCyclingStats |                   |                                    |                 |
| Clasificación de la etapa |                   |                                    |                 |
| Ciclista | Ciclista          | Equipo                             | Tiempo          |
| 1.ª | Amalie Dideriksen | Boels Dolmans                      | 3 h 31 min 19 s |
| 2.ª | Lotta Lepistö     | Cervélo Bigla                      | + 0 s           |
| 3.ª | Marianne Vos      | WaowDeals                          | + 0 s           |
| 4.ª | Chloe Hosking     | Alé Cipollini                      | + 0 s           |
| 5.ª | Barbara Guarischi | Virtu Cycling Women                | + 0 s           |
| 6.ª | Chiara Consonni   | Valcar PBM                         | + 0 s           |
| 7.ª | Emma Norsgaard    | Cervélo Bigla                      | + 0 s           |
| 8.ª | Jolien D'Hoore    | Mitchelton-Scott                   | + 0 s           |
| 9.ª | Neah Evans        | Storey Racing                      | + 0 s           |
| 10.ª | Roxane Fournier   | FDJ-Nouvelle Aquitaine-Futuroscope | + 0 s           |

| \| Clasificación general \| Clasificación general \| Clasificación general \| Clasificación general \| Clasificación general \| \| Ciclista \| Ciclista \| Equipo \| Tiempo \| \| \| --------------------- \| ------------------------- \| --------------------- \| --------------------- \| --------------------- \| \| 1.ª \| Coryn Rivera \| Sunweb \| 14 h 48 min 44 s \| \| \| 2.ª \| Marianne Vos \| WaowDeals \| + 14 s \| \| \| 3.ª \| Danielle Rowe \| WaowDeals \| + 22 s \| \| \| 4.ª \| Amy Pieters \| Boels Dolmans \| + 25 s \| \| \| 5.ª \| Christine Majerus \| Boels Dolmans \| + 25 s \| \| \| 6.ª \| Elisa Longo Borghini \| Wiggle High5 \| + 29 s \| \| \| 7.ª \| Eugenia Bujak \| BTC City Ljubljana \| + 30 s \| \| \| 8.ª \| Eva Buurman \| Trek-Drops \| + 31 s \| \| \| 9.ª \| Maria Giulia Confalonieri \| Valcar PBM \| + 31 s \| \| \| 10.ª \| Pauline Ferrand-Prévot \| Canyon-SRAM Racing \| + 31 s \| \| |                           |                    |                  |
| |                           |                    |                  |
| Fuente: ProCyclingStats |                           |                    |                  |
| Clasificación general |                           |                    |                  |
| Ciclista | Ciclista                  | Equipo             | Tiempo           |
| 1.ª | Coryn Rivera              | Sunweb             | 14 h 48 min 44 s |
| 2.ª | Marianne Vos              | WaowDeals          | + 14 s           |
| 3.ª | Danielle Rowe             | WaowDeals          | + 22 s           |
| 4.ª | Amy Pieters               | Boels Dolmans      | + 25 s           |
| 5.ª | Christine Majerus         | Boels Dolmans      | + 25 s           |
| 6.ª | Elisa Longo Borghini      | Wiggle High5       | + 29 s           |
| 7.ª | Eugenia Bujak             | BTC City Ljubljana | + 30 s           |
| 8.ª | Eva Buurman               | Trek-Drops         | + 31 s           |
| 9.ª | Maria Giulia Confalonieri | Valcar PBM         | + 31 s           |
| 10.ª | Pauline Ferrand-Prévot    | Canyon-SRAM Racing | + 31 s           |

### 5.ª etapa
| Dolgellau - Colwyn Bay | etapa llana | (122 km) |

| \| Clasificación de la etapa \| Clasificación de la etapa \| Clasificación de la etapa \| Clasificación de la etapa \| Clasificación de la etapa \| \| Ciclista \| Ciclista \| Equipo \| Tiempo \| \| \| ------------------------- \| ------------------------- \| ---------------------------------- \| ------------------------- \| ------------------------- \| \| 1.ª \| Lotta Lepistö \| Cervélo Bigla \| 3 h 03 min 55 s \| \| \| 2.ª \| Giorgia Bronzini \| Cylance \| + 0 s \| \| \| 3.ª \| Marianne Vos \| WaowDeals \| + 0 s \| \| \| 4.ª \| Marta Bastianelli \| Alé Cipollini \| + 0 s \| \| \| 5.ª \| Roxane Fournier \| FDJ-Nouvelle Aquitaine-Futuroscope \| + 0 s \| \| \| 6.ª \| Kirsten Wild \| Wiggle High5 \| + 0 s \| \| \| 7.ª \| Sarah Roy \| Mitchelton-Scott \| + 0 s \| \| \| 8.ª \| Coryn Rivera \| Sunweb \| + 0 s \| \| \| 9.ª \| Christine Majerus \| Boels Dolmans \| + 0 s \| \| \| 10.ª \| Lisa Klein \| Canyon-SRAM Racing \| + 0 s \| \| |                   |                                    |                 |
| |                   |                                    |                 |
| Fuente: ProCyclingStats |                   |                                    |                 |
| Clasificación de la etapa |                   |                                    |                 |
| Ciclista | Ciclista          | Equipo                             | Tiempo          |
| 1.ª | Lotta Lepistö     | Cervélo Bigla                      | 3 h 03 min 55 s |
| 2.ª | Giorgia Bronzini  | Cylance                            | + 0 s           |
| 3.ª | Marianne Vos      | WaowDeals                          | + 0 s           |
| 4.ª | Marta Bastianelli | Alé Cipollini                      | + 0 s           |
| 5.ª | Roxane Fournier   | FDJ-Nouvelle Aquitaine-Futuroscope | + 0 s           |
| 6.ª | Kirsten Wild      | Wiggle High5                       | + 0 s           |
| 7.ª | Sarah Roy         | Mitchelton-Scott                   | + 0 s           |
| 8.ª | Coryn Rivera      | Sunweb                             | + 0 s           |
| 9.ª | Christine Majerus | Boels Dolmans                      | + 0 s           |
| 10.ª | Lisa Klein        | Canyon-SRAM Racing                 | + 0 s           |

## Clasificaciones finales
Las clasificaciones finalizaron de la siguiente forma:

### Clasificación general
| \| Clasificación general \| Clasificación general \| Clasificación general \| Clasificación general \| Clasificación general \| \| Ciclista \| Ciclista \| Equipo \| Tiempo \| \| \| --------------------- \| ---------------------- \| --------------------- \| --------------------- \| --------------------- \| \| 1.ª \| Coryn Rivera \| Sunweb \| 17 h 52 min 36 s \| \| \| 2.ª \| Marianne Vos \| WaowDeals \| + 11 s \| \| \| 3.ª \| Danielle Rowe \| WaowDeals \| + 25 s \| \| \| 4.ª \| Christine Majerus \| Boels Dolmans \| + 27 s \| \| \| 5.ª \| Amy Pieters \| Boels Dolmans \| + 28 s \| \| \| 6.ª \| Elisa Longo Borghini \| Wiggle High5 \| + 32 s \| \| \| 7.ª \| Eugenia Bujak \| BTC City Ljubljana \| + 33 s \| \| \| 8.ª \| Eva Buurman \| Trek-Drops \| + 34 s \| \| \| 9.ª \| Pauline Ferrand-Prévot \| Canyon-SRAM Racing \| + 34 s \| \| \| 10.ª \| Sabrina Stultiens \| WaowDeals \| + 34 s \| \| |                        |                    |                  |
| |                        |                    |                  |
| Fuente: ProCyclingStats |                        |                    |                  |
| Clasificación general |                        |                    |                  |
| Ciclista | Ciclista               | Equipo             | Tiempo           |
| 1.ª | Coryn Rivera           | Sunweb             | 17 h 52 min 36 s |
| 2.ª | Marianne Vos           | WaowDeals          | + 11 s           |
| 3.ª | Danielle Rowe          | WaowDeals          | + 25 s           |
| 4.ª | Christine Majerus      | Boels Dolmans      | + 27 s           |
| 5.ª | Amy Pieters            | Boels Dolmans      | + 28 s           |
| 6.ª | Elisa Longo Borghini   | Wiggle High5       | + 32 s           |
| 7.ª | Eugenia Bujak          | BTC City Ljubljana | + 33 s           |
| 8.ª | Eva Buurman            | Trek-Drops         | + 34 s           |
| 9.ª | Pauline Ferrand-Prévot | Canyon-SRAM Racing | + 34 s           |
| 10.ª | Sabrina Stultiens      | WaowDeals          | + 34 s           |

### Clasificación por puntos
| Clasificación por puntos | Clasificación por puntos | Clasificación por puntos           | Clasificación por puntos | Clasificación por puntos |
| Ciclista                 | Ciclista                 | Equipo                             | Puntos                   |                          |
| ------------------------ | ------------------------ | ---------------------------------- | ------------------------ | ------------------------ |
| 1.ª                      | Marianne Vos             | WaowDeals                          | 44 pts                   |                          |
| 2.ª                      | Coryn Rivera             | Sunweb                             | 34 pts                   |                          |
| 3.ª                      | Giorgia Bronzini         | Cylance                            | 31 pts                   |                          |
| 4.ª                      | Lotta Lepistö            | Cervélo Bigla                      | 27 pts                   |                          |
| 5.ª                      | Amalie Dideriksen        | Boels Dolmans                      | 21 pts                   |                          |
| 6.ª                      | Sarah Roy                | Mitchelton-Scott                   | 19 pts                   |                          |
| 7.ª                      | Marta Bastianelli        | Alé Cipollini                      | 19 pts                   |                          |
| 8.ª                      | Roxane Fournier          | FDJ-Nouvelle Aquitaine-Futuroscope | 17 pts                   |                          |
| 9.ª                      | Christine Majerus        | Boels Dolmans                      | 11 pts                   |                          |
| 10.ª                     | Danielle Rowe            | WaowDeals                          | 8 pts                    |                          |

### Clasificación de la montaña
| Clasificación de la montaña | Clasificación de la montaña | Clasificación de la montaña | Clasificación de la montaña | Clasificación de la montaña |
| Ciclista                    | Ciclista                    | Equipo                      | Puntos                      |                             |
| --------------------------- | --------------------------- | --------------------------- | --------------------------- | --------------------------- |
| 1.ª                         | Elisa Longo Borghini        | Wiggle High5                | 44 pts                      |                             |
| 2.ª                         | Katarzyna Niewiadoma        | Canyon-SRAM Racing          | 22 pts                      |                             |
| 3.ª                         | Ellen van Dijk              | Sunweb                      | 18 pts                      |                             |
| 4.ª                         | Coryn Rivera                | Sunweb                      | 13 pts                      |                             |
| 5.ª                         | Marianne Vos                | WaowDeals                   | 13 pts                      |                             |
| 6.ª                         | Danielle Rowe               | WaowDeals                   | 12 pts                      |                             |
| 7.ª                         | Alena Amialiusik            | Canyon-SRAM Racing          | 11 pts                      |                             |
| 8.ª                         | Marta Bastianelli           | Alé Cipollini               | 10 pts                      |                             |
| 9.ª                         | Georgia Williams            | Mitchelton-Scott            | 10 pts                      |                             |
| 10.ª                        | Christine Majerus           | Boels Dolmans               | 9 pts                       |                             |

### Clasificación de las metas volantes
| Clasificación de las metas volantes | Clasificación de las metas volantes | Clasificación de las metas volantes | Clasificación de las metas volantes | Clasificación de las metas volantes |
| Ciclista                            | Ciclista                            | Equipo                              | Puntos                              |                                     |
| ----------------------------------- | ----------------------------------- | ----------------------------------- | ----------------------------------- | ----------------------------------- |
| 1.ª                                 | Coryn Rivera                        | Sunweb                              | 18 pts                              |                                     |
| 2.ª                                 | Danielle Rowe                       | WaowDeals                           | 9 pts                               |                                     |
| 3.ª                                 | Amy Pieters                         | Boels Dolmans                       | 6 pts                               |                                     |
| 4.ª                                 | Cecilie Uttrup Ludwig               | Cervélo Bigla                       | 3 pts                               |                                     |
| 5.ª                                 | Vita Heine                          | Hitec Products-Birk Sport           | 3 pts                               |                                     |
| 6.ª                                 | Emilie Moberg                       | Virtu Cycling Women                 | 3 pts                               |                                     |
| 7.ª                                 | Marianne Vos                        | WaowDeals                           | 3 pts                               |                                     |
| 8.ª                                 | Christine Majerus                   | Boels Dolmans                       | 3 pts                               |                                     |
| 9.ª                                 | Elisa Longo Borghini                | Wiggle High5                        | 2 pts                               |                                     |
| 10.ª                                | Audrey Cordon-Ragot                 | Wiggle High5                        | 2 pts                               |                                     |

### Clasificación por equipos
| Clasificación por equipos | Clasificación por equipos          | Clasificación por equipos | Clasificación por equipos |
| Equipo                    | Equipo                             | Tiempo                    |                           |
| ------------------------- | ---------------------------------- | ------------------------- | ------------------------- |
| 1.º                       | WaowDeals                          | 55 min 22 s               |                           |
| 2.º                       | Sunweb                             | + 1 min 42 s              |                           |
| 3.º                       | Boels Dolmans                      | + 5 min 32 s              |                           |
| 4.º                       | Canyon-SRAM Racing                 | + 7 min 23 s              |                           |
| 5.º                       | BTC City Ljubljana                 | + 13 min 24 s             |                           |
| 6.º                       | Alé Cipollini                      | + 15 min 02 s             |                           |
| 7.º                       | Mitchelton-Scott                   | + 17 min 19 s             |                           |
| 8.º                       | Cylance                            | + 18 min 08 s             |                           |
| 9.º                       | Cervélo Bigla                      | + 18 min 51 s             |                           |
| 10.º                      | FDJ-Nouvelle Aquitaine-Futuroscope | + 28 min 21 s             |                           |

## Evolución de las clasificaciones
| Etapa                   | Vencedora               | Clasificación general | Clasificación por puntos | Clasificación de la montaña | Clasificación de las metas volantes | Clasificación por equipos | Clasificación de la mejor británica |
| ----------------------- | ----------------------- | --------------------- | ------------------------ | --------------------------- | ----------------------------------- | ------------------------- | ----------------------------------- |
| 1.ª                     | Jolien D'Hoore          | Jolien D'Hoore        | Jolien D'Hoore           | Christine Majerus           | Amy Pieters                         | WaowDeals                 | Danielle Rowe                       |
| 2.ª                     | Coryn Rivera            | Coryn Rivera          | Coryn Rivera             | Elisa Longo Borghini        | Coryn Rivera                        | WaowDeals                 | Danielle Rowe                       |
| 3.ª                     | Sarah Roy               | Coryn Rivera          | Coryn Rivera             | Elisa Longo Borghini        | Coryn Rivera                        | WaowDeals                 | Danielle Rowe                       |
| 4.ª                     | Amalie Dideriksen       | Coryn Rivera          | Marianne Vos             | Elisa Longo Borghini        | Coryn Rivera                        | WaowDeals                 | Danielle Rowe                       |
| 5.ª                     | Lotta Lepistö           | Coryn Rivera          | Marianne Vos             | Elisa Longo Borghini        | Coryn Rivera                        | WaowDeals                 | Danielle Rowe                       |
| Clasificaciones finales | Clasificaciones finales | Coryn Rivera          | Marianne Vos             | Elisa Longo Borghini        | Coryn Rivera                        | WaowDeals                 | Danielle Rowe                       |

## UCI WorldTour Femenino
La carrera The Women's Tour otorga puntos para el UCI WorldTour Femenino 2018, incluyendo a todas las corredoras de los equipos en las categorías UCI Team Femenino. Las siguientes tablas muestran el baremo de puntuación y las 10 corredoras que obtuvieron más puntos:
| Posición              | 1.ª | 2.ª | 3.ª | 4.ª | 5.ª | 6.ª | 7.ª | 8.ª | 9.ª | 10.ª | 11.ª | 12.ª | 13.ª | 14.ª | 15.ª | 16.ª-30.ª | 31.ª-40.ª |
| Clasificación general | 200 | 150 | 125 | 100 | 85  | 70  | 60  | 50  | 40  | 35   | 30   | 25   | 20   | 15   | 10   | 5         | 3         |
| Por etapa             | 25  | 20  | 18  | 16  | 14  | 12  | 10  | 8   | 6   | 4    |      |      |      |      |      |           |           |
| Líder                 | 5   |     |     |     |     |     |     |     |     |      |      |      |      |      |      |           |           |

| Clasificación |                        |                    |         |       |       |       |
| Posición      | Ciclista               | Equipo             | General | Etapa | Líder | Total |
| ------------- | ---------------------- | ------------------ | ------- | ----- | ----- | ----- |
| 1.ª           | Coryn Rivera           | Sunweb             | 200     | 67    | 15    | 282   |
| 2.ª           | Marianne Vos           | WaowDeals          | 150     | 86    | -     | 236   |
| 3.ª           | Danielle Rowe          | WaowDeals          | 125     | 20    | -     | 145   |
| 4.ª           | Christine Majerus      | Boels-Dolmans      | 100     | 24    | -     | 124   |
| 5.ª           | Amy Pieters            | Boels-Dolmans      | 85      | 6     | -     | 91    |
| 6.ª           | Elisa Longo Borghini   | Wiggle High5       | 70      | 4     | -     | 74    |
| 7.ª           | Eugenia Bujak          | BTC City Ljubljana | 60      | 8     | -     | 68    |
| 8.ª           | Giorgia Bronzini       | Cylance            | 10      | 56    | -     | 66    |
| 9.ª           | Eva Buurman            | Trek-Drops         | 50      | 14    | -     | 64    |
| 10.ª          | Pauline Ferrand-Prévot | Canyon SRAM Racing | 40      | 12    | -     | 52    |